# 哈罗德·布朗
哈罗德·V·布朗（英語：Harold V. Brown，1923年10月2日—1980年9月），美国NBA联盟前职业篮球运动员。